# Ljusbringaren
Ljusbringaren (Valon tuoja på finska) är ett minnesmärke för vinterkriget 1939-1940. Minnesmärket, som är en skulptur i stål, består av en soldat som står på ett klot. Den är belägen på Kaserntorget i Helsingfors, Finland. 
Pekka Kauhanen har designat och gjutit skulpturen, efter att ha vunnit en tävling anordnad av kulturministeriet 2013.  Det är den största gjutna metallskulpturen i Finland  och symboliserar vinterkrigets händelser och dess påverkan på kulturen. Soldatens uniform är full av hål för att visa både styrka och svaghet.

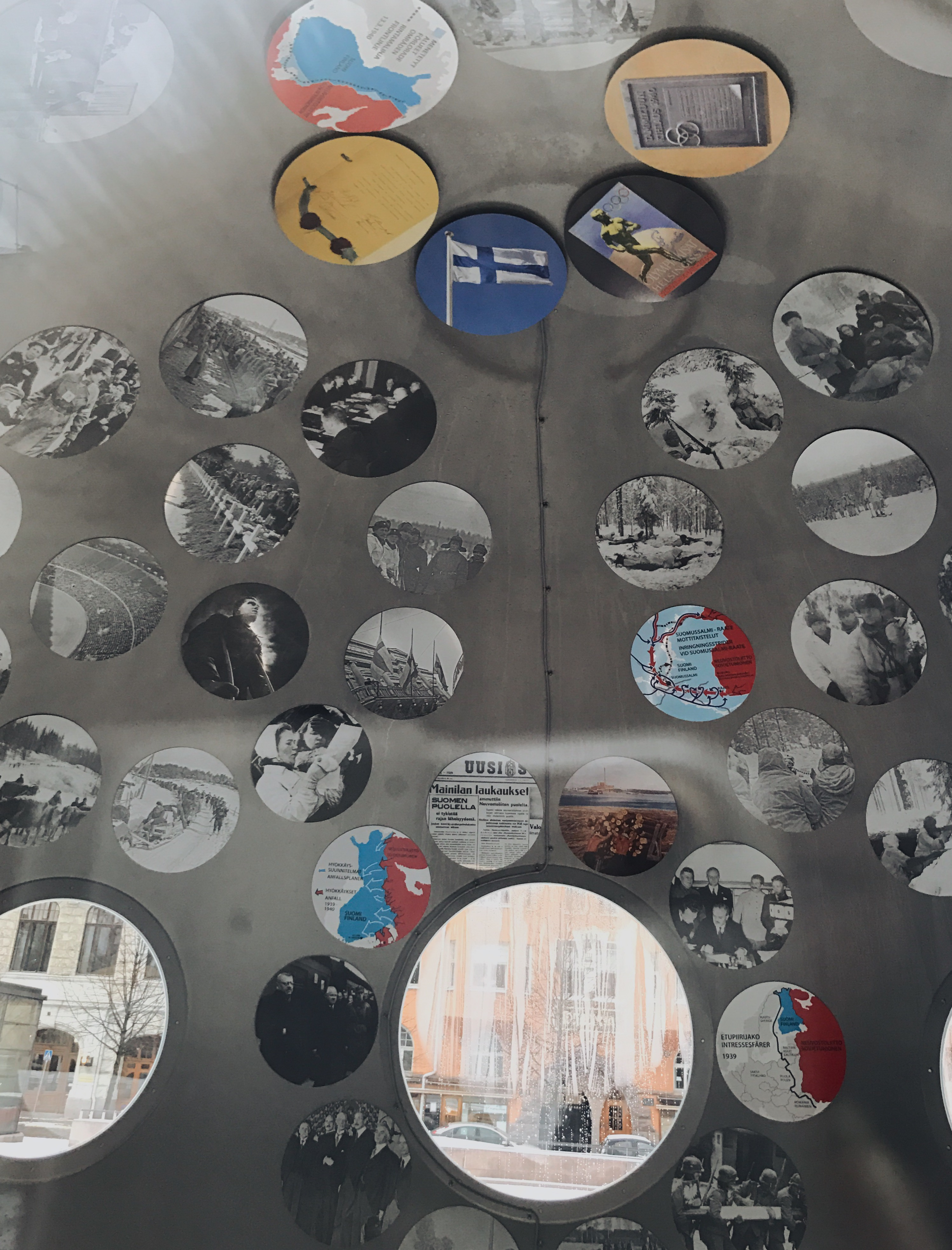
Fotografier inuti minnesmärket

Inne i klotet finns det 105 fotografier som representerar vinterkrigets 105 varande dagar. Arbetet tog cirka fem år och kostade 1,5 miljoner euro att färdigställa. Skulpturen var beräknad att bli klar år 2015, 75 år efter att vinterkriget slutade, men blev fördröjd till 2017.  Skulpturen är 10,6 meter hög och väger 6 000 kg.  Under invigningen den 30 november deltog krigsveteraner, presidenterna Sauli Niinistö och Tarja Halonen. President Martti Ahtisaari, beskyddare för skulpturen, tände belysningen.